# Ciclopentanona
La ciclopentanona es un compuesto orgánico líquido incoloro con olor similar al de menta. Es una cetona cíclica, estruturalmente similar al ciclopentano, y consiste en un anillo de cinco carbonos que contiene un grupo funcional cetona. Su fórmula es C5H8O. 

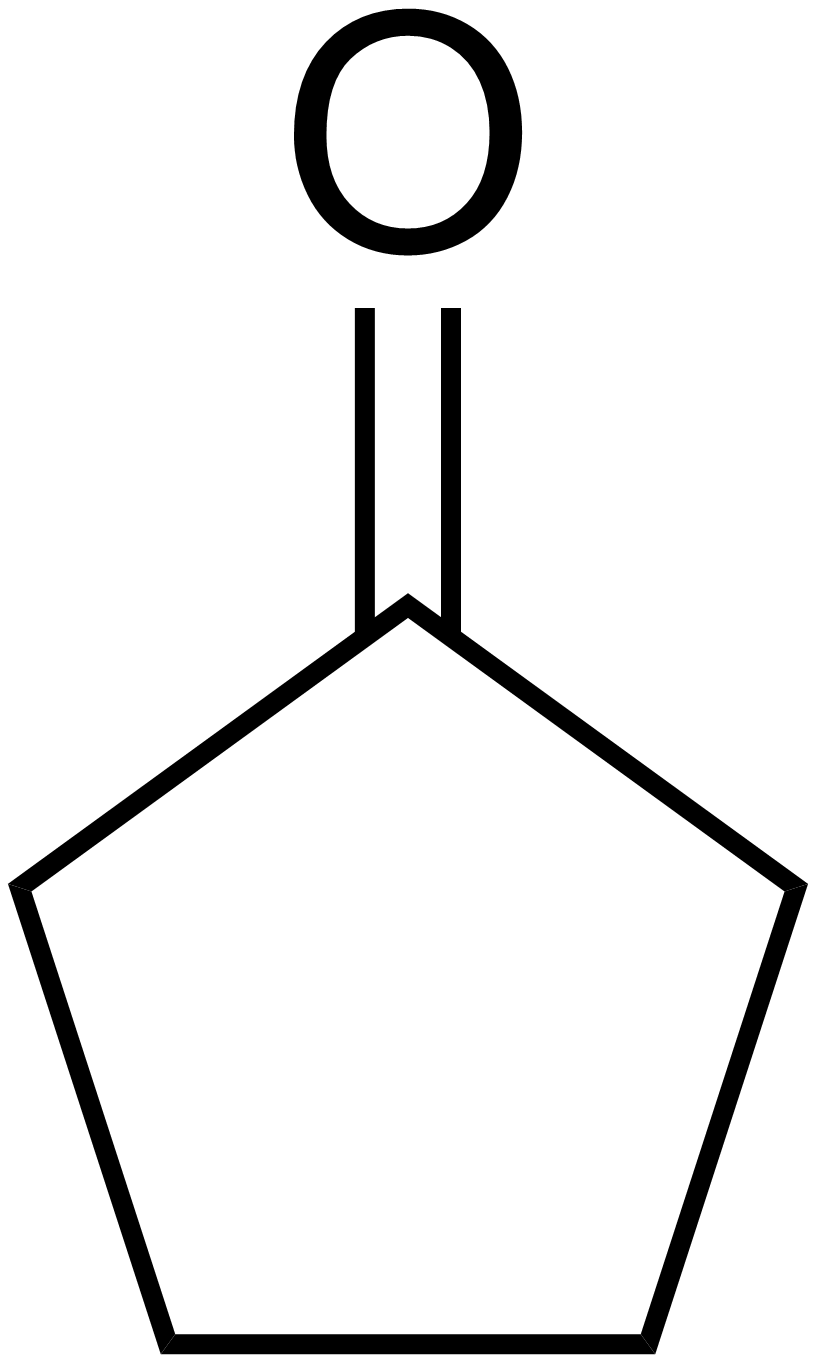

## Propiedades
Su punto de fusión es de -81 °C y su punto de ebullición es de 131.5 °C, por lo que bajo condiciones normales la ciclopentanona es un líquido. Es ligeramente menos denso (0,95 g/cm³) que el agua y es muy poco soluble en ésta.
El punto de inflamabilidad de la ciclopentanona es de 28 °C.

## Seguridad
El compuesto es estable, pero inflamable; el vapor es 3,4 veces más denso que el aire, y es explosivo cuando se combina con éste. La ciclopentanona es nociva si es ingerida, inhalada o absorbida por la piel. También irrita la piel y el sistema respiratorio, y es muy irritante para los ojos.

## Compuestos relacionados
- Otras cetonas: ciclohexanona, 2-propanona, 3-propanona
- Hidrocarburo relacionado: ciclopentano